# Kouign-amann

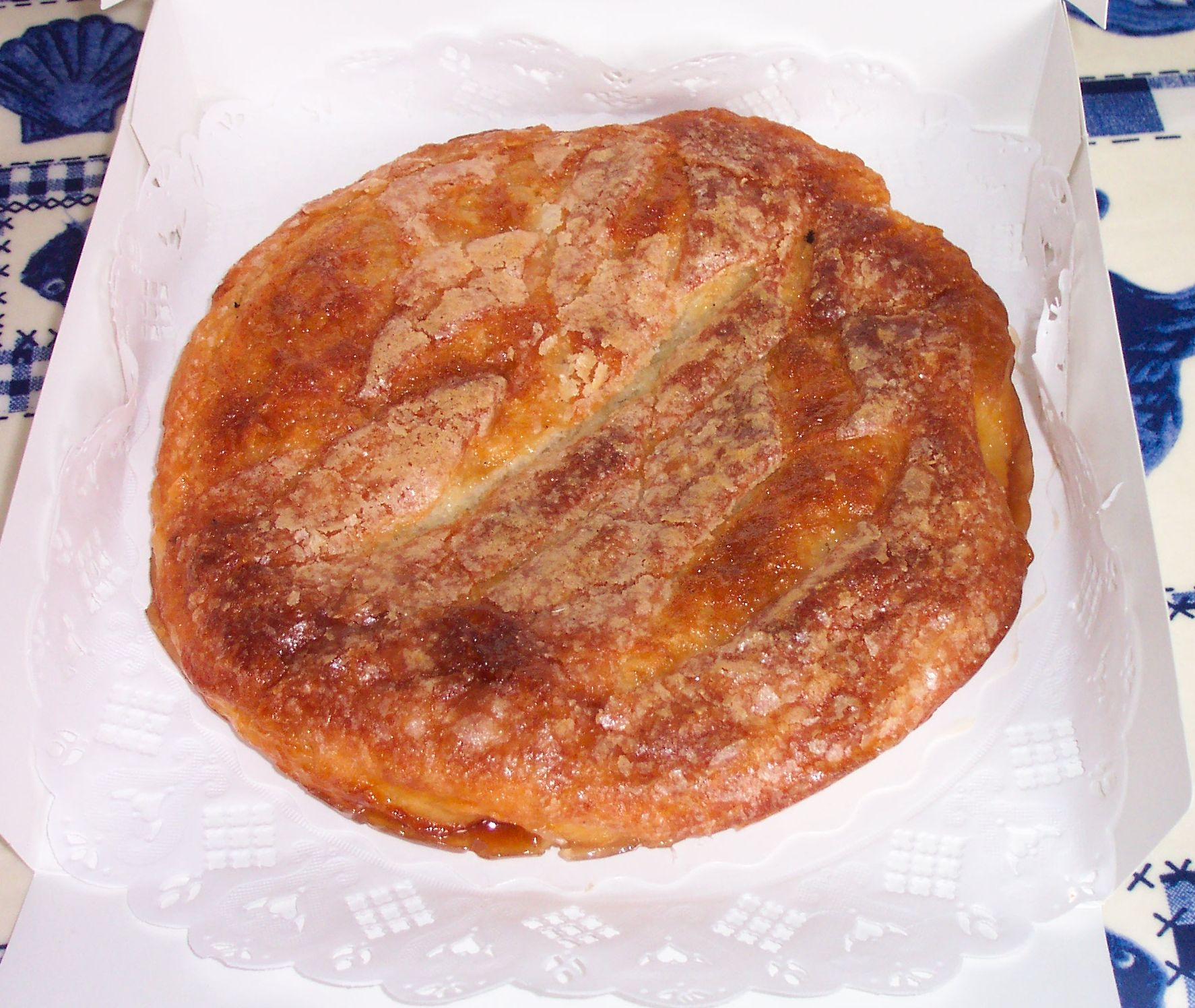
Kouign-amann

Kouign-amann [bretonisch kwinja'mɑ̃n, französisch kwin(j)a'mɑ̃] ist ein französischer Kuchen. Er ist eine Spezialität der Stadt Douarnenez und wird heute überall in der Bretagne in Bäckereien und auf Märkten angeboten. Der Name setzt sich aus den bretonischen Wörtern „kouign“ (Kuchen) und „amann“ (Butter) zusammen und bedeutet Butterkuchen.
Der Kouign-amann ist ein runder Fladen ursprünglich aus Brotteig, heute meist aus einem groben Blätterteig, der aus Schichten von Brioche-Teig und einem hohen Anteil gesalzener Butter und Zucker besteht. Während des langsamen Backens durchdringen die Butter und der Zucker die Teigschichten und verleihen ihnen eine zart schmelzende Textur. Zucker und Butter, die sich am Boden sammeln, karamellisieren und verbinden sich zu einer wohlschmeckenden Kruste.
Die Größe des Kuchens kann variieren. Meist wird er für vier bis zwölf Personen angefertigt. Varianten mit Apfel- oder Schokoladenfüllung werden ebenfalls hergestellt.